# Coupe du Brésil de football 2020
Navigation
Édition précédente Édition suivante
La Coupe du Brésil de football 2020 est la 33e édition de la Coupe du Brésil de football.
La compétition a débuté le 5 février 2020 et s'est terminée le 7 mars 2021. À cause de la pandémie de Covid-19 la compétition a été suspendue de mi-mars à fin août 2020, la finale qui devait avoir lieu en septembre 2020 a été reporté pour le 17 février 2021, mais à cause de la participation de Palmeiras à la Coupe du monde des clubs de la FIFA, la finale a été reprogrammée pour le 7 mars 2021.

## Format
En cas d'égalité, une séance de tirs au but est organisé.
Le premier tour est composé de 80 participants, les 40 vainqueurs participent au deuxième tour, les 20 vainqueurs sont rejoints par 12 équipes de première division pour le troisième tour qui se dispute en match aller et retour. Les vainqueurs du troisième tour participent aux huitièmes de finale, jusqu'à la finale les matchs se déroulent en aller et retour.
Le vainqueur se qualifie pour la Copa Libertadores 2020. 

## Finales
| 28 février 2021 | Grêmio Porto Alegrense | 0 – 1   | Sociedade Esportiva Palmeiras | Arena do Grêmio, Porto Alegre |  |
|                 |                        | (0 - 1) | 32e Gustavo Gómez             |                               |  |

| 7 mars 2021 | Sociedade Esportiva Palmeiras   | 2 – 0   | Grêmio Porto Alegrense | Allianz Parque, São Paulo |  |
|             | Wesley 52e · Gabriel Menino 79e | (0 - 0) |                        |                           |  |

Le Palmeiras remporte sa quatrième Coupe du Brésil.